# Bergen (efternamn)
Bergen och von Bergen är efternamn som finns i flera länder, däribland i Sverige. Den 31 december 2014 var följande antal personer bosatta i Sverige med namnen
- Bergen 55
- von Bergen 37

## Personer med efternamnet Bergen eller med varianter av detta namn
- Anders Bergén (född 1949), svensk företagsledare
- Carl von Bergen (1838–1897), svensk författare och tidningsredaktör
- Carl von Bergen (präst) (1702–1760), svensk präst, pietist
- Candice Bergen (född 1946), amerikansk skådespelare och TV-personlighet
- Edgar Bergen (1903–1978), amerikansk buktalare och TV-personlighet
- Gabriel Bergen (född 1982), kanadensisk roddare
- Nadja Bergén (född 1955), svensk tivolichef
- Peter Bergen (född 1962), amerikansk-brittisk journalist och författare
- Polly Bergen (1930–2014), amerikansk skådespelare
- Steve von Bergen (född 1983), schweizisk fotbollsspelare
- Theodor Anton Bergen (1882–1957), svensk ingenjör och arkitekt